# Lucrecia Hernández Mack
Lucrecia María Hernández Mack (Ciudad de Guatemala, 16 de noviembre de 1973 – Ciudad de Guatemala, 6 de septiembre de 2023) fue una médica cirujana y política guatemalteca, diputada del Congreso de la República de Guatemala desde 2020, hasta su fallecimiento en 2023. 
En 2016 se convirtió en la primera mujer en ser nombrada Ministra de Salud de Guatemala. Dimitió el 27 de agosto de 2017 después de que Jimmy Morales expulsara de Guatemala al entonces jefe de la Comisión Internacional Contra la Impunidad, el colombiano Iván Velásquez. Trabajó como consultora en diversas organizaciones internacionales como la Organización Panamericana de la Salud (OPS) y la Organización Mundial de la Salud (OMS). Posteriormente incursionó en la política con el partido político Movimiento Semilla, donde ocupó la primera casilla del listado nacional de diputaciones, en las elecciones legislativas de 2019 fue elegida diputada.
Como diputada, Hernández Mack encabezó la mesa técnica responsable de formular el proyecto de Ley para la Atención Integral del Cáncer (iniciativa 6114 en ese momento) que establece una red oncológica pública e incluye la construcción de un hospital especializado y un registro nacional de casos. En 2023, anunció su decisión de no buscar la reelección al Congreso. En septiembre del mismo año, falleció a causa del cáncer que había estado enfrentando desde 2020. 
El 7 de marzo de 2024, el Congreso de la República aprobó por mayoría calificada la iniciativa 6114, que se convirtió en el decreto 7-2024. Se espera que en los próximos años se construya e inaugure el Hospital Nacional Contra el Cáncer, que llevará el nombre de Hernández Mack.

## Biografía
Cuando tenía dieciséis años, su madre, la antropóloga Myrna Mack, fue asesinada a puñaladas en 1990 por un comando especial del Estado Mayor Presidencial. Lucrecia explica en 2012 que se reconoce como militante de izquierdas y feminista y que se siente profundamente marcada por la historia de su país y su familia:

A mi mamá la atacaron dos personas cuando salía de su trabajo. Por órdenes y acciones del Estado Mayor Presidencial, fue objeto de seguimiento durante varios días y un martes por la tarde la apuñalaron y la dejaron morir en la calle

Estudió medicina y cirugía en la Universidad de San Carlos de Guatemala (1992–1999) y posteriormente una maestría en Salud Pública en la Universidad Rafael Landívar (2001–2003). De 2012 a 2016 ha sido estudiante de doctorado de la Universidad Autónoma Metropolitana, Unidad Xochimilco de la Ciudad de México preparando la tesis doctoral sobre Ciencias en Salud Colectiva.
Ha trabajado con la Alianza para el Acceso Público y Universal de la Salud (ACCESA) y como consultora en varias organizaciones internacionales especializadas como la Organización Panamericana de la Salud, la Organización Mundial de la Salud en Guatemala.
Activista por la sanidad pública, participó en las manifestaciones de protesta de #RenunciaYa durante el gobierno de Otto Pérez Molina en el año 2015.

### Ministra de salud
El 27 de julio de 2016 fue nombrada por Jimmy Morales como Ministra de Salud Pública y Asistencia Social, en sustitución de Alfonso Cabrera quien estuvo en el cargo seis meses y medio y que renunció al cargo al argumentar motivos personales. En su toma de posesión manifestó entre sus primeros objetivos era detener y revertir, en la medida de lo posible, el colapso de los servicios de salud pública y recuperar coberturas de vacunación que no se habían hecho en los últimos dos años. Dimitió el 27 de agosto de 2017 después de que el presidente Jimmy Morales expulsara al jefe de la Comisión Internacional Contra la Impunidad (CICIG), el colombiano Iván Velásquez. Lucrecia Hernández Mack fue la primera en presentar su renuncia irrevocable, al argumentar que desde el momento que el presidente declara «non grato» al comisionado Velásquez se vuelve una persona en favor de la impunidad. Junto a ella renunciaron los viceministros, Adrián Chávez, Juan Carlos Verdugo Urrejola y Édgar Rolando González Barreno y posteriormente otros miembros del gobierno.

### Diputada del Congreso
En 2017 fue fundado el partido político Movimiento Semilla del cual ella formaba parte, en las elecciones de 2019 fue electa como diputada del Congreso de Guatemala y tomó posesión el 14 de enero de 2020.
Hernández Mack falleció el 6 de septiembre de 2023, a los 49 años, en Ciudad de Guatemala, aquejada de un cáncer.

## Publicaciones
- Transformando el sistema público de salud desde el primer nivel de atención. (2012) Autoría: Lucrecia Hernández Mack, César Sánchez, Juan Carlos Verdugo, Lidia Morales, Carmen Alicia Arriaga, Zully Hernández. Instituto de Salud Incluyente y Médicos Mundi Navarra.
- Ajustes, reforma y resultados: las políticas de salud de Guatemala, 1985-2010. (2011) PNUD
- Del dicho al hecho... Los avances de un primer nivel de atención en salud incluyente (2008). Autoría: Lucrecia Hernández Mack, Juan Carlos Verdugo Urrejola, Velia Lorena Oliva Herrera, Lidia Cristina Morales, Carmen Arriaga de Vásquez, César Sánchez.  Médicos Mundi Navarra, CORDAID, Unión Europea.
- Sistemas de Salud: marco conceptual. (2007) PNUD, International Development Research Center.  Documento técnico para el proyecto "La construcción social del futuro de la salud de Guatemala", a cargo del Programa de Naciones Unidas para el Desarrollo en Guatemala, con el financiamiento del International Development Research C
- Hacia un primer nivel de atención en salud incluyente -bases y lineamientos-. (2002) Lucrecia Hernández Mack, Juan Carlos Verdugo Urrejola, José MIranda Gómez, José Luis Albizu, Lidia Morales. Instancia Nacional de Salud, Medicus Mundi Navarra.